# Мустанова река
Мустанова река е река в Южна България – Област Стара Загора, общини Стара Загора, Опан и Гълъбово, ляв приток на река Еледжик, от басейна на Сазлийка. Дължината ѝ е 28 km.
Мустанова река води началото си под името Малкия Азмак от 186 м н.в., на 2,4 km западно от село Петрово, община Стара Загора. Тече в югоизточна посока в плитка долина със слаб надлъжен наклон през Горнотракийската низина с много меандри. Влива се отлява в река Еледжик от басейна на Сазлийка на 114 m н.в., на 1,1 km северозападно от село Априлово, община Гълъбово.
Площта на водосборния басейн на Мустанова река е 67 km2, което представлява 60,4% от водосборния басейн на Еледжик. Основени притоци – Билюкчаирска река и Боклуджадере (десни).
Речният режим на подхранване е с плувиален характер, което определя ясно изразен пролетен максимум на оттока – януари-май, а минимумът – юли-октомври. През лятно-есенните месеци пресъхва.
По течението на реката в Община Опан е разположено село Пъстрен.
Водите на реката се използват за напояване – язовири: „Петрово“, „Пъстрен“ и „Априлово“.

## Топографска карта
- Лист от карта K-35-64. Мащаб: 1 : 100 000.